# 肉葉形軟珊瑚
肉葉形軟珊瑚（学名：Lobophytum sarcophytoides）为軟珊瑚科葉形軟珊瑚屬下的一个种。

## 扩展阅读
- 維基物種上的相關：肉葉形軟珊瑚